# Propriedade intelectual coletiva

Licença Guanchuro, símbolo que representa a propriedade intelectual coletiva.

Propriedade intelectual coletiva é um conceito de propriedade intelectual proposto por sujeitos e povos indígenas, que pode ser protegido por uma licença. O conceito engloba uma forma de conhecimento coletivo intercultural ou comunitário criado pelas culturas originárias da América.
Angel Marcelo Ramírez Eras propôs um símbolo para a licença específica de propriedade intelectual coletiva (ọ), denominada Licença Guanchuro.